# Archidiocèse de Chambéry, Saint-Jean-de-Maurienne et Tarentaise
L'archidiocèse de Chambéry, Saint-Jean-de-Maurienne et Tarentaise, plus précisément l'archidiocèse de Chambéry et les diocèses de Maurienne et de Tarentaise, est un ensemble de trois diocèses (plus exactement, un archidiocèse et deux diocèses) unis æque principaliter, correspondant plus ou moins au département de la Savoie. Son siège se situe à Chambéry. Cependant les deux cathédrales de Moûtiers et Saint-Jean-de-Maurienne demeurent pleinement les sièges des deux évêchés correspondants. L'actuel archevêque est Thibault Verny, depuis 2023.

## Territoire
L'archidiocèse de Chambéry, Saint-Jean-de-Maurienne et Tarentaise se situe dans le département de la Savoie, toutefois il s'étend cependant sur les paroisses du canton de Rumilly, dans le département de la Haute-Savoie, tandis que les paroisses du Val d'Arly dépendent du diocèse d'Annecy.
Il regroupe l'archidiocèse de Chambéry et les diocèses de Maurienne et Tarentaise.

## Histoire
Le siège épiscopal de Chambéry a été créé par une bulle du pape Pie VI, le 18 août 1779. Il est supprimé et recréé par Pie VII en 1801, son rang archiépiscopal lui est attribué en 1817.
Le 26 avril 1966, une constitution apostolique de Paul VI unit les diocèses de Chambéry, Tarentaise et Maurienne. Ce décret indique que les diocèses de Tarentaise et de Maurienne sont unis æque principaliter à l'archidiocèse de Chambéry « de telle sorte qu'il y ait un seul et même évêque à la tête des trois diocèses et qu'il soit en même temps archevêque de Chambéry, évêque de Maurienne et évêque de Tarentaise »  :

« Maurianensem et Tarantasiensem dioeceses archidioecesi Chamberiensi aeque principaliter unimus, ita scilicet ut unus idemque Antistes tribus praesit Ecclesiis sitque simul Archiepiscopus Chamberiensis atque Episcopus Maurianensis et Tarantasiensis. Hac vero ratione, minime exstinctis dioecesibus, unaquaeque Ecclesia suum habebit cathedrale templum Canonicorumque collegium, et in consilio archidioecesano partem habebit gravitati consentaneam ad negotia quod attinet uniuscuiusque dioecesis propria; unica tamen erit dioecesana Curia unusque eligetur, Sede vacante, Vicarius Capitularis. »

— vatican.va.
Il s'agit d'un cas presque unique dans l'Église latine : les trois sièges épiscopaux, les trois diocèses, demeurent, occupés par le même évêque. L'administration des diocèses se fait à la fois de manière commune mais aussi de manière particulière.

## Référent pour l'écologie
Avant même la publication de l'encyclique Laudato si' du pape François , l'évêque de Chambéry a souhaité que tous les chrétiens de Savoie travaillent concrètement à des actions en vue de la sauvegarde de la Création. Il a nommé en 2015 un référent pour l'écologie en la personne de Philippe Vachette, qui coordonne une petite équipe.

## Source
Données extraites du site catholique-savoie.fr